# ステップガーデン藤原台
ステップガーデン藤原台は、兵庫県神戸市北区藤原台中町1丁目にあるショッピングセンターである。2004年10月29日にオープンし、2025年春に全館リニューアルオープン予定している。
都市再生機構が神戸市北区北部に開発したニュータウン「藤原台」にあるネイバーフッド型ショッピングセンター (NSC) で、西側に2棟、東側に4棟あるオープンモールとなっている。
周辺はエコール・リラなどの商業施設や行政施設が多く集まるエリアとなっている。

## テナント

### A棟2階
- ヤマダストアー（スーパーマーケット、2025年4月26日オープン）
- ジョーシン（家電量販店）

### A棟1階
- やまや＆ダイソー（酒店・100円ショップ、2025年4月18日リニューアルオープン予定）

- エコライフ（リサイクルショップ、2025年4月リニューアルオープン予定）
- スポーツクラブ アクトス（スポーツクラブ）

- 学研スクエア（学習塾）

- 英国屋クリーニング（クリーニング）

- サンカラーズリフォーム（リフォーム店）

### B棟2階
- テナント募集中

### B棟1階
- ステップガーデン宮地歯科（歯科）
- Un Provence Hair&Face（美容院）

### C棟
- トマト&オニオン（ファミリーレストラン）

### D棟
- じゅうじゅうカルビ（焼肉店）

### E棟
- カインズ（ホームセンター、2024年11月20日オープン）
- キリン堂（ドラッグストア）
- イトウゴフク（衣料品店、2024年11月20日リニューアルオープン）
- 犬の家&猫の里（ペットショップ、2024年12月14日オープン）

## 過去のテナント

### 2023年まで
- TSUTAYA（2023年10月20日閉店）[1]
- 古本市場（2023年10月31日閉店）[2]
- ペットショップ 犬の家&猫の里（2024年7月21日閉店 E棟に移転）
- 開進館
- アルペン（2010年11月19日開店・2023年12月10日閉店）[3][4]
- GOLF5（2010年11月19日開店・2023年12月10日閉店）
- 緑のマーケット（2023年12月20日閉店）[5]

### 2013年頃まで
- ライトオン
- ABC-MART
- セガワールド[6]
- ロイヤルホームセンター（2009年末閉店）[広報 1]

#### 広報など1次資料
1. ↑  “「ロイヤルホームセンター藤原台」オープンのお知らせ”. prw.kyodonews.jp. 2024年3月27日閲覧。